# Mandans
Pour la langue, voir Mandan (langue).
Les Mandans sont un peuple des premières nations qui vivaient historiquement sur les rives du Missouri et de deux de ses affluents, la Heart River et la Knife River, dans les États actuels du Dakota du Nord et du Dakota du Sud. Locuteurs du mandan, une langue siouane, les Mandans dont la particularité était d’avoir créé des villages permanents se distinguaient des autres tribus de la région des Grandes Plaines qui menaient une existence nomade en suivant les troupeaux de bisons. Ces établissements permanents étaient composés d’habitations rondes, des huttes en terre entourant une place centrale. Alors que la chasse au bison constituait à l’origine l’essentiel du quotidien alimentaire des Mandans, les ressources qu’elle apportait étaient ensuite complétées par l'agriculture et le commerce.
Les recherches archéologiques suggèrent que le peuple mandan a émigré des rives de l’Ohio vers la vallée du Missouri. Leur première rencontre avec les Européens dans nos archives occidentales, remonte à 1738 et leurs valeurs de partage et d'inclusion a amené de nombreux négociants en fourrures et trappeurs dans leurs villages, au cours du siècle suivant. Au tournant du XIXe siècle, les épidémies volontaires de variole et de coqueluche, ont entraîné une diminution très importante de la population mandan. En 1837, des draps et couvertures infectées et volontairement troquées, a créé une grande épidémie de variole, ce qui a réduit leur nombre à environ 125 survivants. Avec des effectifs aussi faibles, les Mandans ont dû se regrouper avec deux tribus voisines, les Arikaras et les Hidatsas.
Au cours des décennies suivantes, les trois tribus ont vu la superficie de leurs terres réduite par différents traités, par la force. Dans un effort visant à établir de bonnes relations, le gouvernement américain, a fondé la Fort Berthold Agency pour isoler les trois tribus et leur retirer leur possibilité de se déplacer, ce qui a détérioré la qualité de vie des trois tribus nomades. L'Agence a aussitôt mis en place la réserve de Fort Berthold dotée à l'origine d'environ 8 millions d'acres (32 000 km2) mais en 1910, la taille de la réserve était d'environ 900 000 acres (3 600 km2). Avec l’Indian Reorganization Act de 1934, la nation Mandan a officiellement fusionné avec les peuples Hidatsa et Arikara pour former la « Nation des trois tribus affiliées », connue sous le nom de nation Mandan, Hidatsa et Arikara. Le dernier Mandan non metisse est mort en 1971, parmi les autres membres de sang métissés de la nation. Environ la moitié des Mandans résident encore sur le domaine de la réserve, les autres étant dispersés aux États-Unis et au Canada.

## Ethnonymie
Le nom anglais Mandan est issu du mot exonyme des langues sioux voisines, comme le mot Teton Miwatani, le mot Yanktonai Miwatani, des peuples Yankton Mawátani ou Mąwátanį, des peuples Dakota Mawátąna ou Mawátadą, etc. Les Mandans ont utilisé plusieurs termes à des moments différents pour se désigner eux-mêmes :
- Rųwą́ʔka•ki, « les hommes, le peuple » : avant 1837 (transcrit par les Occidentaux en Numakaki, Numangkake) ;
- Wį́ʔti Ų́tahąkt, « l’East Village » (d’après le village du même nom) : à la fin du XIXe siècle (transcrit par les Occidentaux en Metutahanke ou Mitutahankish) ;
- Rų́ʔeta, « Nous-mêmes, notre peuple », (à l'origine le nom d'une tribu spécifique) : c’est le terme couramment utilisé actuellement.

Les Mandans utilisaient probablement le terme Rųwą́ʔka•ki pour désigner une entité tribale. Plus tard, ce mot est tombé en désuétude et deux noms ont été utilisés à sa place, Nuweta ou Ruptare (c'est-à-dire en Mandan Rų́ʔeta). Plus tard, le terme, Rų́ʔeta a été étendu pour désigner une entité tribale. Le nom Mi-ah´ta-nēs enregistré par Ferdinand Vandeveer Hayden en 1862, pourrait signifier « le peuple des berges de la rivière », mais il peut s’agir d’une étymologie populaire. Plusieurs autres termes et variantes orthographiques sont retrouvées dans la littérature, y compris : Mayátana, Mayátani, Mąwádanį, Mąwádąδį, Huatanis, Mandani, Wahtani, Mantannes, Mantons, Mendanne, Mandanne, Mandians, Maw-dân, Meandans, les Mandals, Me-too´-ta-häk, Numakshi, Rųwąʔkši, Wíhwatann, Mevatan, Mevataneo. Gloria Jahoda dans son livre The trail of tears (la piste des larmes) prétend qu’ils s’appelaient eux-mêmes également le « Pheasant people » (peuple du faisan). Ce trait est confirmé par le témoignage de George Catlin en 1844 (les indiens d’Amérique du Nord, lettre 11).

## Langue
Le mandan appartient à la famille des langues sioux. On a d'abord pensé qu’elle était très proche de la langue des Hidatsas et de celle des Crows. Toutefois, du fait que le mandan était devenue la langue utilisée lors des transactions avec les Hidatsas et les Crows depuis de nombreuses années, la relation exacte entre le mandan et d'autres langues sioux (y compris le hidatsa et le crow) s’est obscurcie et elle n’est pas actuellement bien déterminée. Pour cette raison, le mandan est le plus souvent considéré comme une branche séparée de la famille des langues sioux.
Le mandan comprend deux dialectes principaux : le nuptare et le nuetare. Seule la variante nuptare a été parlée jusqu’au XXe siècle, et tous les locuteurs étaient bilingues et connaissaient le hidatsa. Le linguiste Mauricio Mixco de l’université de l'Utah travaille sur le terrain avec d’autres intervenants depuis 1993. En 1999, il n’existait plus que six locuteurs encore en vie parlant couramment le mandan, mais il existe actuellement des programmes dans les écoles locales afin d'encourager l'usage de la langue.
Les Mandans et leur langue ont fait l’objet de beaucoup d'attention de la part des Américains d’origine européenne, en raison de la couleur claire de leur peau, ayant suscité certaines spéculations sur leur origine européenne supposée. Dans les années 1830, le prince Maximilian zu Wied-Neuwied a passé plus de temps à enregistrer le mandan qu’à étudier toutes les autres langues siouanes et a en outre établi une liste de correspondance de mots entre le mandan et le gallois (il pensait que le mandan pouvait dériver du gallois). La théorie de la filiation mandan / gallois, désormais écartée, a également été défendue par George Catlin.
Le mandan possède différentes formes grammaticales qui dépendent du genre de l’interlocuteur. Les questions posées à des hommes doivent utiliser le suffixe -oʔša alors que le suffixe -oʔrą est utilisé lorsqu'on s’adresse à des femmes. De même, le suffixe du mode indicatif est -oʔs lorsqu’on s’adresse à un homme et -oʔre lorsqu’il s’agit de femmes, et aussi pour le mode impératif : -ta- (masculin), |- rą (féminin),. Le Mandan, comme beaucoup d'autres langues d'Amérique du Nord, possède des sons symboliques, dans son vocabulaire. Un son « s » indique souvent la petitesse ou la faible intensité, le son « ʃ » indique la modération, le son « x » indique la grandeur ou une plus grande intensité :
- síre "jaune"
- šíre "fauve"
- xíre "brun"

- sró "tinter"
- xró "cliqueter"

## Culture

### Habitations et villages

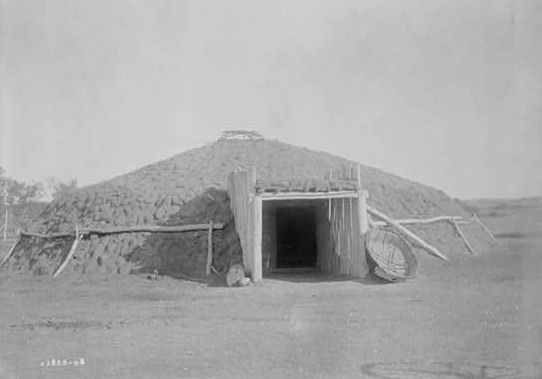
Habitation Mandan, vers 1908. Photographie d’Edward S. Curtis.

Une des caractéristiques les plus remarquables des Mandans était leurs villages permanents composés de maisons en terre. Chaque hutte est circulaire avec un toit en forme de dôme et un trou carré au sommet de la coupole par laquelle la fumée peut s'échapper. L'extérieur est recouvert d'une natte faite de roseaux et de brindilles, le tout recouvert de foin et de terre. Ce pavillon présentait également une structure de type portique à l'entrée. L'intérieur se composait de quatre grands piliers sur lesquels reposaient des traverses soutenant le toit. Ces habitations étaient conçues et construites par les femmes de la tribu qui en avaient la propriété et qu’elles transmettaient aux femmes de leur lignage. Elles pouvaient abriter jusqu'à 30 ou 40 personnes et les villages comprenaient généralement environ 120 maisons. On peut voir des reconstitutions de ces habitations à Fort Abraham Lincoln State Park près de Mandan et au site historique national de Knife River Indian Villages. Les maisons d’origine étaient rectangulaires, mais vers 1500 après l'ère commune, les huttes ont commencé à être construites sous une forme circulaire. Vers la fin du XIXe siècle, les Mandans ont commencé à construire de petites cabanes, le plus souvent avec deux chambres. En voyage ou à la chasse, les Mandans utilisaient des tipis de peau.

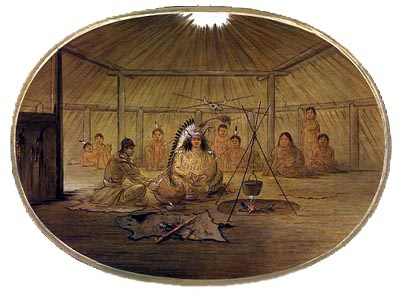
Intérieur d'une habitation mandan, dessin de George Catlin montrant les quatre piliers qui supportent le toit et le trou pour la fumée.

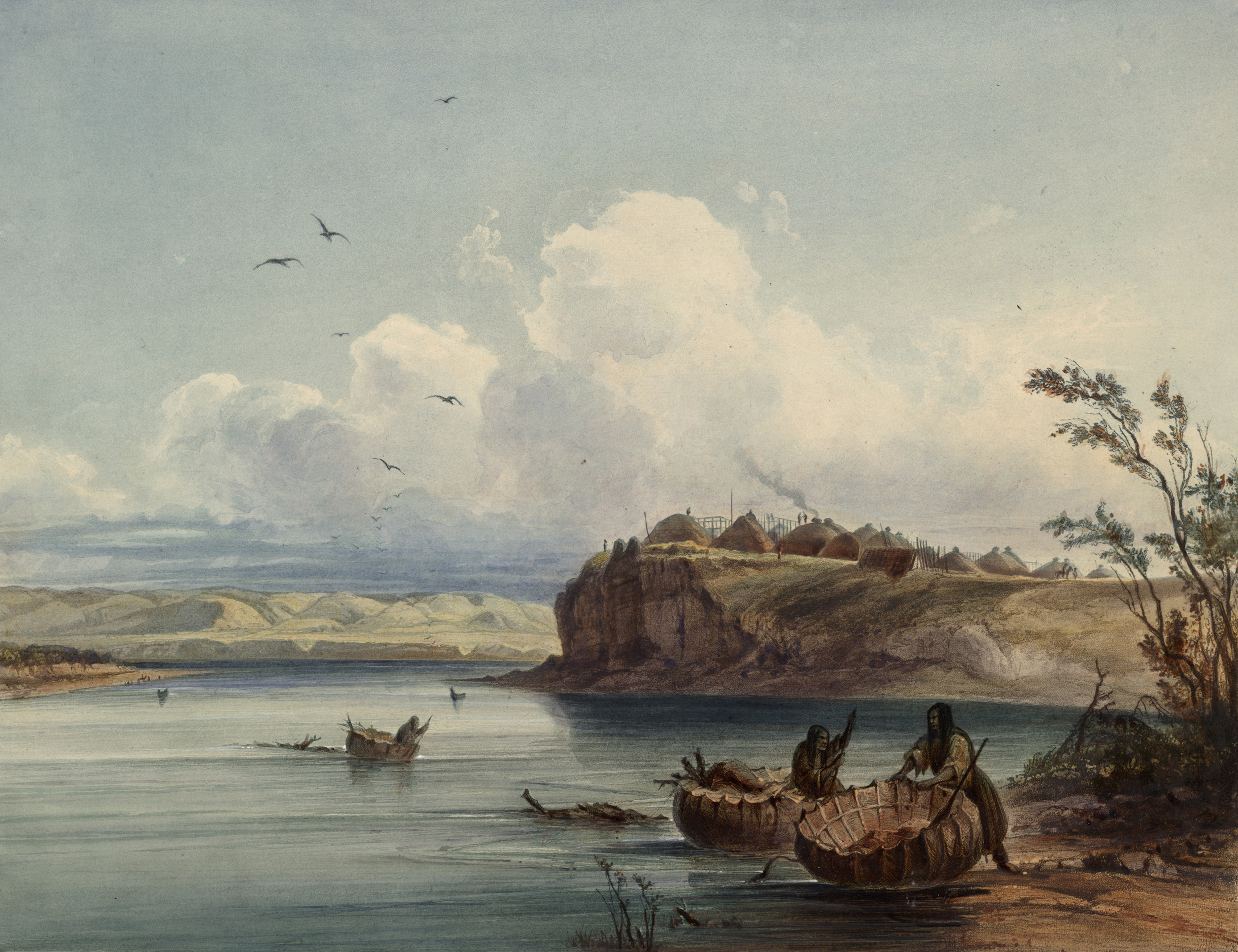
Un village mandan représenté par Karl Bodmer.

Les villages sont généralement construits autour d’une place utilisée pour les jeux (chunkey) et les cérémonies rituelles. Au centre de la place était planté un arbre entouré d'une enceinte en bois représentant Lone Man, l'un des principaux personnage de la mythologie mandan qui avait construit le mur de bois qui avait permis de sauver le monde du déluge. Les villages sont souvent situés en haut des falaises au-dessus de la rivière et ils ont fréquemment été construits au confluent de plusieurs affluents, l'eau servant alors de barrière naturelle. Là où il n'existe pas ou peu de barrières naturelles, les villages sont entourés de fortifications, comprenant des fossés et des palissades.

### Vie familiale
La nation mandan était divisée en treize clans organisés autour des meilleurs chasseurs et de leurs parents. Chaque clan devait prendre soin de tous ses membres, y compris les orphelins et les personnes âgées, de la naissance à la mort. Les clans avaient en garde des faisceaux sacrés, qui se composaient de quelques objets rassemblés pour les pouvoirs qu’on leur attribuait. Ceux qui étaient en possession de ces faisceaux étaient considérés comme détenteurs de pouvoirs sacrés qui leur avaient été confiés par les esprits et, par conséquent, étaient considérés comme les chefs du clan et de la tribu.
Les enfants recevaient un nom dix jours après leur naissance au cours d’une cérémonie d’accueil, qui officialisait également les liens de l'enfant avec sa famille et son clan. Les filles apprenaient à accomplir les tâches domestiques, à cultiver les champs et à tenir une maison, tandis que les garçons étaient entraînés à la chasse et à la pêche. 
Le rite d'initiation à l'âge adulte commençait par un jeûne, de plusieurs jours, effectué à partir l'âge de dix ou onze ans. Le peintre George Catlin, qui observa ce rite au XIXe siècle, décrit les pratiques particulièrement douloureuses et insupportables qui ont alors lieu, s'assimilant, aux yeux d'un observateur extérieur, à de la torture. 
Les mariages chez les Mandans étaient généralement arrangés par les membres du clan, même si de temps en temps, ils convolaient sans que l’union du couple soit approuvée par les parents. Le divorce pouvait être facilement obtenu.
Lors du décès d'un membre de la famille, une plateforme est érigée à proximité du village pour recevoir le corps qui sera allongé avec la tête dirigée vers le nord-ouest et les pieds vers le sud-est. (Le sud-est est la direction de la vallée de l’Ohio, d'où sont venus les Mandans. Pendant son sommeil un Mandan ne choisirait pas cette orientation, car elle appellerait la mort sur lui.) Après une cérémonie pour chasser l'esprit, la famille veillera le défunt sur la plateforme pendant quatre jours. Lorsque le corps aura pourri et que la plateforme se sera effondrée, les os seront rassemblés et enterrés, à l’exception du crâne, qui sera placé dans un cercle situé près du village. Les membres de la famille rendront visite aux crânes pour leur parler, leur racontant parfois leurs problèmes ou égayant les morts avec des plaisanteries. Après la déportation des Mandans à la réserve de Fort Berthold, les familles ont dû avoir recours à d’autres méthodes et ranger les corps dans des caisses ou des troncs ou encore les envelopper dans des robes de fourrure et les déposer dans des fissures du rocher.

### Alimentation

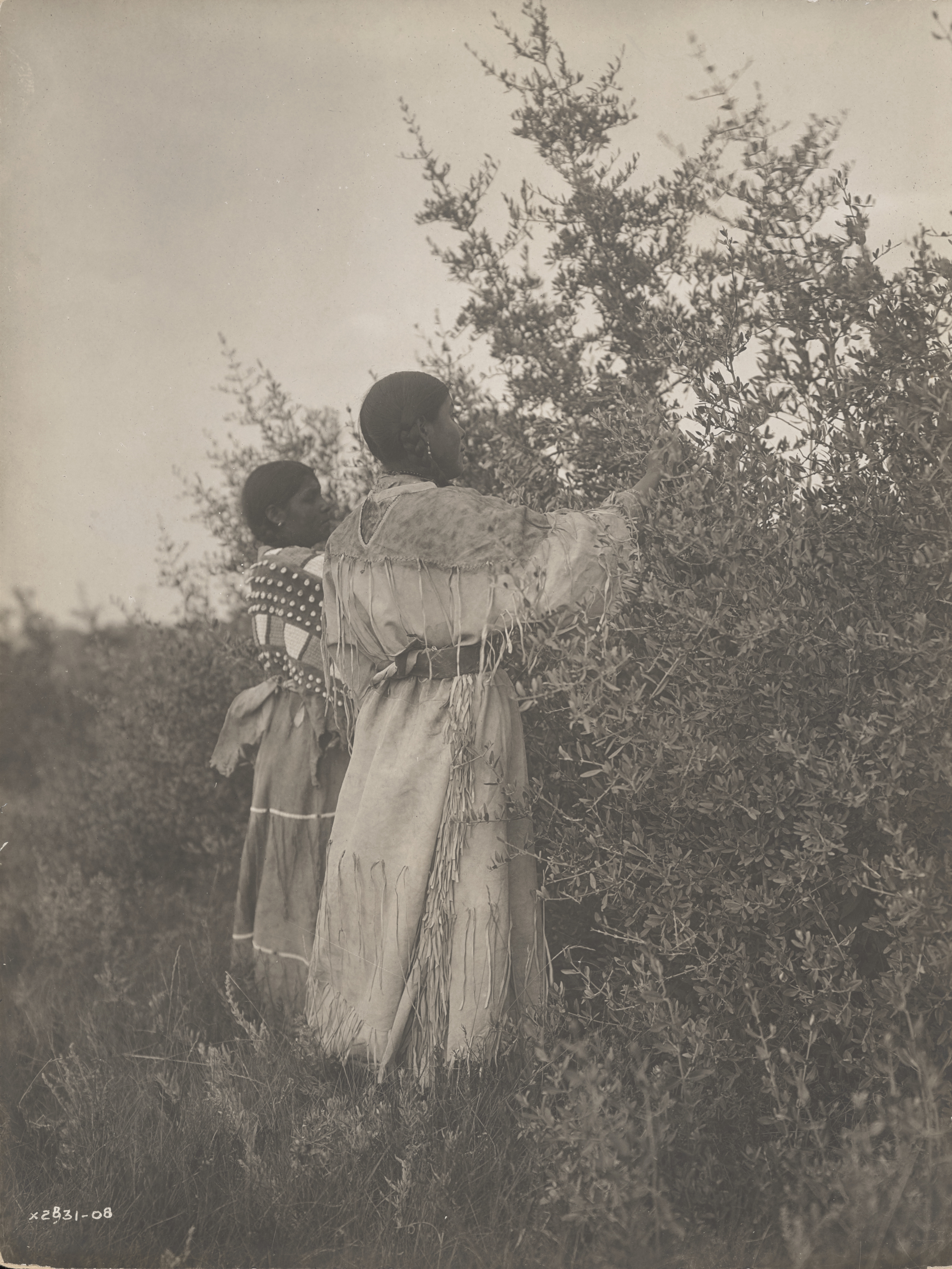
Jeunes filles mandans cueillant des baies, vers 1908. Photographie d’Edward S. Curtis.

Les Mandans vivaient de la chasse, de l'agriculture et de la cueillette des plantes sauvages, même si certains produits alimentaires provenaient du commerce. Les jardins mandans étaient souvent situés près des rivières, sur des rivages où des crues annuelles les enrichissaient d’un limon fertile, parfois jusqu’à plusieurs milles des villages. Les jardins étaient la propriété des femmes et elles les cultivaient elles-mêmes, plantant du maïs, des haricots et des courges, en quantité généralement suffisante pour une seule année.
La chasse au bison jouait un rôle important dans les rites mandans, dont la cérémonie Okipa avait pour principal objectif d’appeler les bisons pour qu’ils viennent à proximité du village au début de chaque été. En plus de consommer leur chair, les Mandans utilisaient toutes les autres parties du bison, afin que rien ne se perde. Leur peau était utilisée pour sa fourrure, elles étaient tannées et le cuir était utilisé pour fabriquer des vêtements et d’autres objets utilitaires. Les Mandans étaient réputés pour leurs peaux de bison peintes qui servaient souvent de parchemin pour raconter des événements historiques. Les os étaient taillés pour fabriquer des articles tels que des aiguilles et des hameçons. Les os avaient également leur utilité en agriculture, comme l’omoplate, qui servait de houe en guise d’outil pour travailler la terre. Outre le bison, les Mandans piégeaient de petits mammifères pour se nourrir et chassaient le cerf. Les bois de cerfs servaient à fabriquer des râteaux utilisés comme instruments agricoles. Les oiseaux étaient chassés pour leurs plumes, qui servaient de parures.

### Habillement

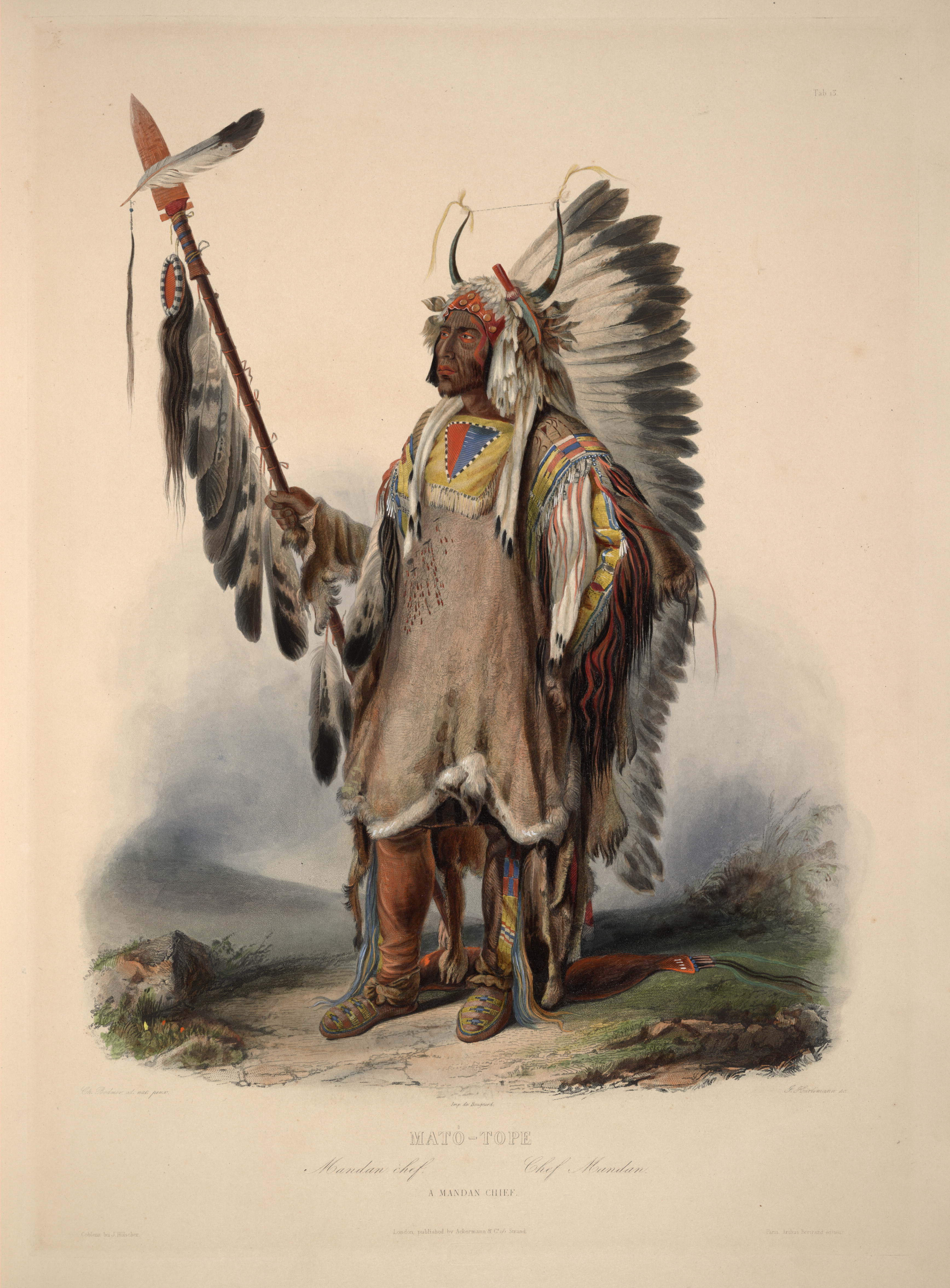
Ma-to-toh-pe (Four Bears), chef mandan représenté par Karl Bodmer.

Jusqu'à la fin du XIXe siècle, quand ils ont commencé à adopter les vêtements de style occidental, les Mandans portaient généralement des vêtements de peaux de bisons ou de cerfs ainsi que de moutons. À partir des peaux, ils fabriquaient des tuniques, des robes, des couvertures de fourrure, des mocassins, des gants, des pagnes et des leggings. Ces articles étaient souvent ornés de plumes d'oiseaux et parfois même des scalps de leurs ennemis.
Les femmes mandans portaient des robes descendant jusqu’à la cheville, en peau de daim ou de mouton, souvent serrées à la taille par une large ceinture. Parfois l'ourlet de la robe était orné de morceaux de sabots de bisons. Sous la robe, elles portaient des jambières de cuir et des mocassins montant sur la cheville. Les cheveux des femmes formaient de longues tresses.
Pendant les mois d'hiver, les hommes portaient couramment des tuniques et des jambières en peau de daim avec des mocassins. Ils conservaient également la chaleur de leur corps en portant un manteau de fourrure de bison. Pendant les mois d'été, cependant, un pagne en peau de daim ou de mouton était souvent suffisant. À la différence des femmes, les hommes portaient divers ornements dans les cheveux. Les cheveux étaient séparés à partir du sommet du crâne en trois mèches pendant vers l'avant. Parfois, les cheveux tombaient sur le nez et étaient enroulés vers le haut avec un bâton courbé. Les cheveux tombaient de chaque côté sur les épaules et le dos, atteignant parfois la taille. Les longs cheveux dans le dos formaient une queue de cheval, les cheveux étant rassemblés en tresses puis enduits d’argile et de résine de pin puis attachés avec des cordes en peau de cerf. Ils portaient également souvent des coiffures de plumes.

### Religion
Parmi les tribus des Grandes Plaines, les Mandans sont ceux qui possèdent l’une des religions les plus complexes. Une grande partie de leur mythologie est centrée sur une figure connue sous le nom de Lone Man. Lone Man joue un rôle dans de nombreux mythes de la création ainsi que dans un mythe du déluge. Dans leur mythe de la création, le monde a été créé par deux divinités rivales, le premier créateur et Lone Man. La rivière Missouri divise les deux mondes que ces deux êtres ont créés. Le premier créateur a créé les terres au sud de la rivière avec des collines, des vallées, des arbres, le bison, l’antilope d'Amérique et les serpents. Au nord de la rivière, Lone Man créé les Grandes Plaines, les animaux domestiques, les oiseaux, les poissons et les humains. Les premiers hommes vivaient sous terre près d'un grand lac. Certains hommes parmi les plus aventureux ont grimpé à la surface par un pied de vigne et ont découvert les deux mondes. Après leur retour sous terre, ils ont fait connaître leur découverte et ont décidé de revenir avec d'autres hommes. Alors qu’ils escaladaient la vigne, celle-ci s’est rompue et la moitié des Mandans sont restés sous terre.
Selon les croyances des Mandans avant la christianisation, chaque personne possède quatre âmes immortelles. La première est l'âme blanche souvent assimilée à une étoile filante. La deuxième âme est colorée par une lumière brune et se présente sous la forme d’un passereau la sturnelle de l'Ouest. La troisième âme, appelée l'esprit du foyer, reste sur le site de l’habitation après la mort et y demeurera pour toujours. L’âme finale est noire et après la mort voyage loin du village. Ces âmes finales ont une existence réelle comme les personnes vivantes, et résident dans leurs propres villages, pratiquant l'agriculture et la chasse.

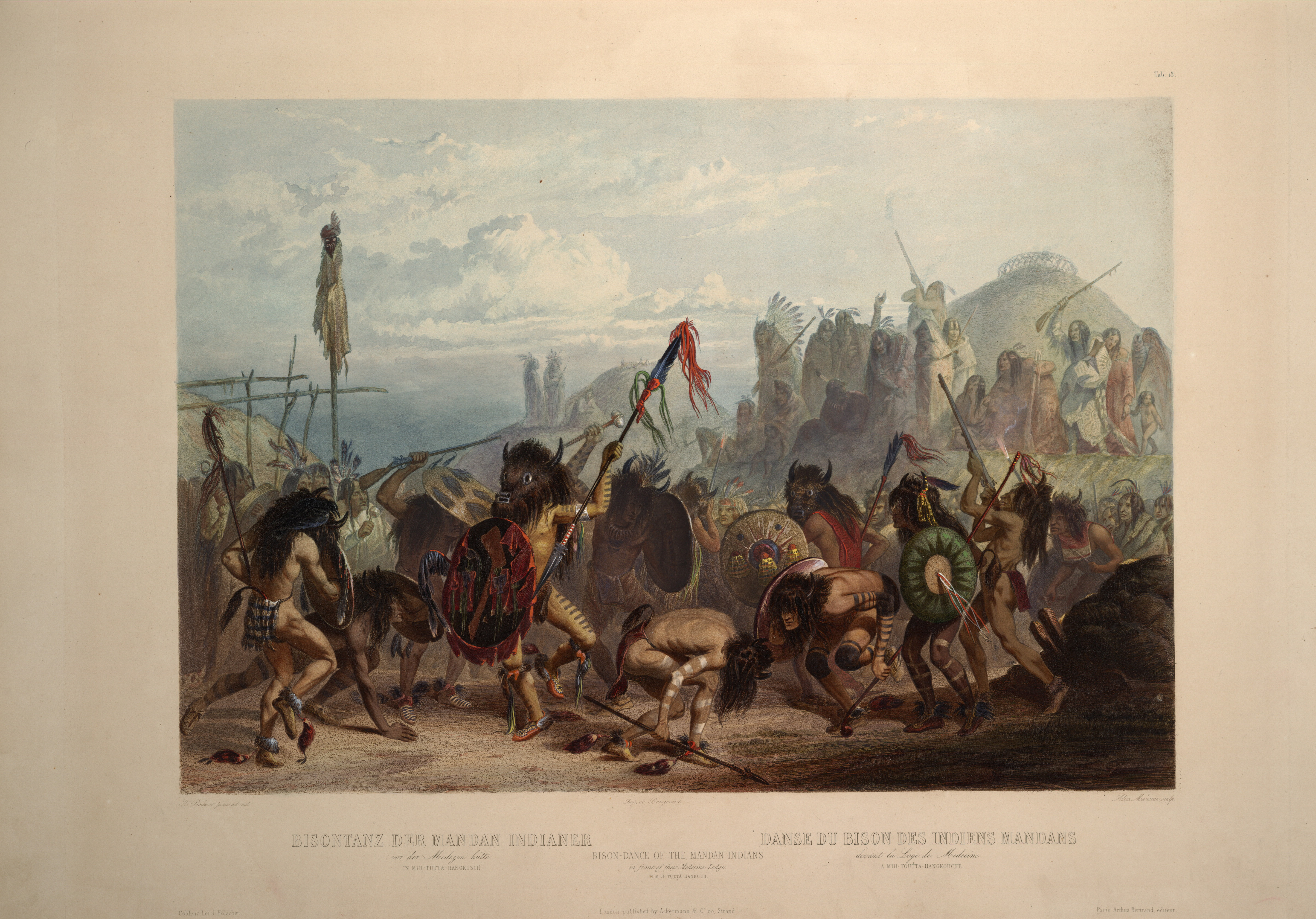
Danse du bison mandan comme observée par Karl Bodmer.

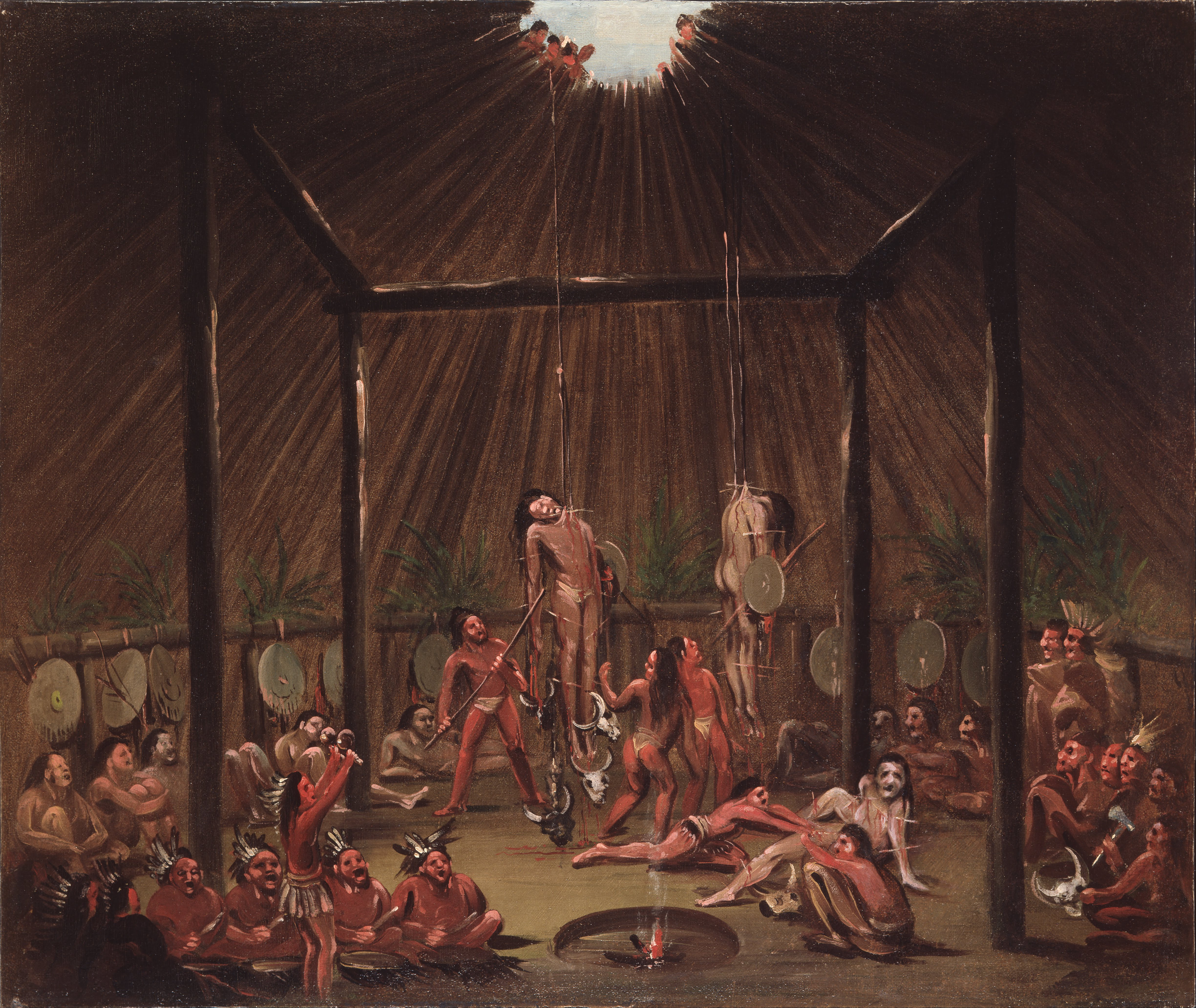
La cérémonie okipa selon le témoignage de George Catlin, vers 1835.

Un des rituels les plus caractéristiques de la pratique religieuse des Mandans était l’Okipa, qui a été observée pour la première fois par George Catlin. La cérémonie s'ouvrait sur une danse du bison, et se poursuivait par la mise en œuvre de nombreuses tortures, des épreuves à travers lesquelles les guerriers devaient prouver leur courage et obtenir l'approbation des esprits. Lorsque l’Okipa commençait, les jeunes guerriers ne devaient pas manger, ni boire, ni dormir pendant quatre jours. Ensuite, ils étaient conduits à une hutte, où ils devaient rester assis, le sourire aux lèvres pendant qu’on leur lacérait la peau de la poitrine et des épaules et qu’on transperçait leur chair avec des épieux de bois pénétrant sous la peau, derrière les muscles pectoraux. En utilisant ces harpons de bois pour supporter le poids de leur corps, les guerriers étaient ensuite suspendus au toit de la hutte et demeuraient accrochés à ces crocs de boucher jusqu'à évanouissement. Pour augmenter leurs souffrances, des poids lourds étaient suspendus aux jambes de l’initié qui se balançaient dans le vide. Après sa perte de connaissance, le guerrier était ramené au sol et les hommes (les femmes n'étaient pas autorisées à assister à cette cérémonie) observaient le guerrier jusqu'à ce qu'il se réveille, ce qui apportait la preuve de l’approbation des esprits. Après son réveil, le guerrier devait sacrifier le petit doigt de ses deux mains, chaque doigt devant être sectionné par l’initié avec une hachette. Enfin, le guerrier devait sortir de la hutte et courir autour de la place centrale du village, un certain nombre de fois. Ainsi prenait fin la cérémonie, alors considérée comme honorée par les esprits. Ceux qui parvenaient deux fois au terme de l’épreuve étaient éternellement glorifiés par toutes les tribus. Le chef Ma-to-toh-pe (en) a accompli par deux fois ce rituel. La dernière cérémonie Okipa a été célébrée en 1889, mais elle été ressuscitée sous une forme quelque peu différente en 1983. La version de l’Okipa telle qu’elle est pratiquée par les Lakotas a été reconstituée en 1970 dans le film Un homme nommé cheval avec Richard Harris.
Le rituel de l’okipa est apparenté à la danse du soleil une cérémonie pratiquée par de nombreuses tribus d’Indiens des Plaines au moment du solstice d’été pour célébrer le renouveau du monde terrestre ainsi que la continuité entre la vie et la mort, en adorant le bison, l’animal sacré dont dépendait leur vie au quotidien.

## Histoire

### Origines et histoire ancienne
Comme tous les peuples Amérindiens, l'origine précise et l'histoire des premiers Mandans est inconnue. Les premières études des linguistes ont apporté la preuve que la langue mandan était étroitement liée à la langue parlée par les Winnebagos de l'actuel Wisconsin, ce qui a donné lieu à la théorie selon laquelle ils pourraient s’être installés dans cette région à un moment donné. Cette idée est peut-être confirmée par leur mythologie, où il est mentionné qu’ils sont venus de l'est en provenance d’un emplacement situé à proximité d'un lac.
Les ethnologues et les universitaires étudiant le mandan souscrivent à la théorie selon laquelle, comme les autres peuples sioux (y compris éventuellement les Hidatsas), ils seraient originaires de la région de la partie supérieure du fleuve Mississippi et de la rivière Ohio correspondant aujourd'hui à l’État de l’Ohio. Si tel est bien le cas, les Mandans auraient migré au nord vers la vallée du Missouri et de son affluent, la Heart River dans l'actuel Dakota du Nord, où les premiers Européens les ont rencontrés. Cette migration aurait peut-être eu lieu dès le VIIe siècle, mais probablement entre l’an 1000 et le XIIIe siècle.
Après leur arrivée sur les bords de la Heart River, les Mandans construisirent neuf villages, deux sur la rive est de la rivière et sept sur la rive ouest. À un certain moment, durant cette période, le peuple Hidatsa migra aussi dans la région. La tradition mandan indique que les Hidatsas étaient une tribu nomade, jusqu'à leur rencontre avec les Mandans qui leur ont appris à construire des villages fixes et à cultiver la terre. Les Hidatsas ont gardé des relations amicales avec les Mandans et construit des villages au nord de leur territoire sur la Knife River.

### Rencontre avec les Européens

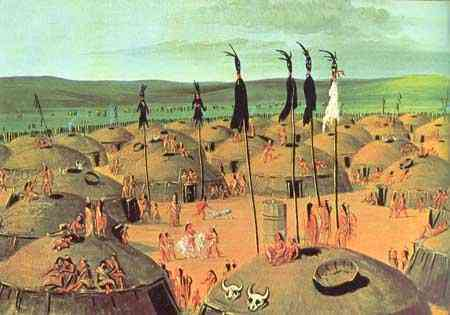
Peinture d'un village Mandan par George Catlin. Vers 1833.

La première rencontre avec les Français a eu lieu avec la visite d’un explorateur français de la Nouvelle-France, le Sieur de la Verendrye en 1738. Il a été estimé qu’au moment de cette visite, 15 000 Mandans environ résidaient dans les neuf villages de la Heart River (nom actuel). Des chevaux ont été acquis par les Mandans au milieu du XVIIIe siècle et ont été utilisés pour se déplacer et pour chasser. Le cheval a contribué à l'expansion du territoire de chasse des Mandans. La rencontre avec les Français au XVIIIe siècle a créé un courant d’échange entre les Français et les Amérindiens de la région, les Mandans jouant le rôle d’intermédiaires dans le commerce des fourrures, des chevaux, des armes, des produits de l’agriculture et de la chasse au bison.
En 1796, les Mandans ont reçu la visite de l'explorateur gallois John Evans qui espérait trouver la preuve que leur langue contenait des mots gallois. Evans a passé l'hiver 1796-97 avec les Mandans, mais n'a trouvé aucune preuve d'une quelconque influence galloise. En juillet 1797, il écrit à M. Samuel Jones « Ainsi, après avoir étudié et cartographié le Missouri sur 1 800 milles et rencontré tous les Indiens de ce côté-ci de l'océan Pacifique, de 35 à 49 degrés de latitude, je suis en mesure de vous informer qu'il n'existe aucun peuple qui soient des Indiens gallois ».
En 1804, quand Lewis et Clark ont rencontré la tribu, le nombre des Mandans avait été fortement réduit par les épidémies de variole et les attaques de bande d’Assiniboines, de Lakotas et d’Arikaras (avec qui ils s’allieront plus tard, pour lutter contre les Lakotas). À ce stade, les neuf villages, s’étaient regroupés en deux villages. L'expédition Lewis et Clark a trouvé hospitalité dans les villages du Haut-Missouri ou l'expédition s'est arrêtée pour l'hiver. En l'honneur de leurs hôtes, l'expédition a baptisé le camp qui a alors été construit, Fort Mandan. C'est là que Lewis et Clark ont rencontré pour la première fois Sacagawea, une Shoshone qui avait été la captive des Hidatsas et de son mari, le trappeur Toussaint Charbonneau. Ceux-ci se joignirent à l'expédition et Sacagawea guida l'expédition à l'ouest vers l’océan Pacifique. Après leur retour dans les villages Mandans, Lewis et Clark ont ramené le chef mandan Sheheke (Coyote ou Big White) à Washington pour rencontrer le président Thomas Jefferson. Par la suite, le chef Sheheke a été tué dans un combat avec les Hidatsas en 1812.
En 1833, l'artiste George Catlin a rencontré les Mandans près de Fort Clark. Catlin a peint et dessiné des scènes de la vie des Mandans, ainsi que des portraits de chefs, notamment Ma-to-toh-pe (en). Son habileté de portraitiste a tellement impressionné Ma-to-toh-pe que Catlin a été le premier européen autorisé à assister à la cérémonie de l’Okipa. Pendant les mois d'hiver de l’année 1833 et 1834 le prince Maximilian zu Wied-Neuwied et l’artiste suisse Karl Bodmer ont séjourné chez les Mandans.

#### Spéculations à propos de contacts pré-colombiens avec les Européens
Au XVIIIe siècle des rapports sur les caractéristiques des habitations des Mandans, leur religion et, accessoirement, les caractéristiques physiques des membres de la tribu, telles que la couleur de leurs yeux bleu et gris ainsi que la teinte claire de leurs cheveux, a suscité des spéculations sur la possibilité de contacts avec les européens pendant la période pré-colombienne. Catlin croyait que les Mandans étaient les « Indiens gallois » de la légende populaire, les descendants du prince Madoc et de ses compagnons qui auraient émigré en Amérique en provenance du pays de Galles aux environs de 1170. Cette opinion a eu beaucoup de succès à l'époque, mais a depuis été contestée par la majorité des universitaires.
Une spéculation plus tardive a suggéré que les Mandans auraient pu avoir des contacts à l’époque pré-colombienne avec les explorateurs vikings. Des interprétations controversées de la pierre runique de Kensington, trouvée en 1898 dans la commune rurale de Solem, dans le comté de Douglas situé au Minnesota, ont présenté la pierre runique comme une preuve du passage des Vikings. Toutefois, il n'existe aucune preuve d’un hypothétique contact entre les Mandans et les Vikings et cette interprétation a très peu de partisans parmi les anthropologues et les historiens.

### Épidémie de variole de 1837–38
Les Mandans ont d'abord été frappés par la variole au XVIe siècle et leurs rangs ont été décimés par des épidémies similaires pendant plusieurs décennies. Entre 1837 et 1838, une autre épidémie de variole a balayé la région. En juin 1837, un bateau à vapeur de l’American Fur Company a remonté le fleuve Missouri vers l'ouest à partir de Saint-Louis. Les passagers et les négociants qu’il transportait ont infecté les tribus Mandan, Hidatsa et Arikara. À l’époque, 1 600 Mandans environ vivaient dans les deux villages. La maladie détruisit les colonies de Mandans. Presque tous les membres de la tribu, y compris le chef Ma-to-toh-pe, sont morts. Les estimations du nombre de survivants vont de 27 personnes à un maximum de 150 et la plupart des sources s’accordent généralement sur le nombre de 125. Les survivants se sont regroupés avec leurs voisins Hidatsas en 1845 et ont créé le Like-a-Fishhook Village (en).
Le chef Mandan Ma-to-toh-pe aurait déclaré « comme une meute de chiens noirs, ils m’ont trompé, moi qui les ai toujours considérés comme mes frères, et ils se sont avérés être mes pires ennemis ». Francis Chardon, dans son Journal de Fort Clark 1834-1839, a écrit que les Gros Ventres (ie. Hidatsa), « avaient crié vengeance contre tous les Blancs, car la petite vérole avait été apportée par le bateau à vapeur. ». Dans la première étude détaillée de l'événement, dans The American Fur Trade of the Far West (Le commerce des fourrures dans le Far West Américain en 1902), Hiram M. Chittenden a mis en cause l'American Fur Company dans la propagation de l'épidémie. La tradition orale des tribus concernées continue à affirmer que les Blancs étaient responsables de la maladie. R. G. Robertson dans son livre Rotting Face : smallpox and the American Indian pointe la responsabilité du capitaine Pratte de St. Peter pour ne pas avoir ordonné une quarantaine, après le déclenchement de l'épidémie, tout en affirmant qu’il n’était pas « coupable de génocide prémédité, mais responsable d’avoir contribué à la mort de milliers d’innocents. La loi qualifie cette infraction de négligence criminelle. Pourtant, à la lumière du nombre de décès, de l’anéantissement quasi complet des Mandans, et des terribles souffrances endurées par toute la région, la qualification de négligence criminelle est dérisoire, face à une action qui a eu des conséquences aussi horribles ».
Ward Churchill (en), avait affirmé qu’en 1837, l'armée américaine aurait sciemment distribué aux Mandans des couvertures infectées par le virus de la variole, dans le cadre d'un complot génocidaire. Aucun historien spécialisé dans ce domaine, n’a confirmé les accusations de Churchill contre l'Armée. À l'Université du Colorado, des enquêtes sur les recherches menées par Churchill ont conclu que, dans ce cas, il avait déformé ses sources et « créé des mythes sous couvert d'études universitaires »,.

### Fin duXIXesiècleetXXesiècle

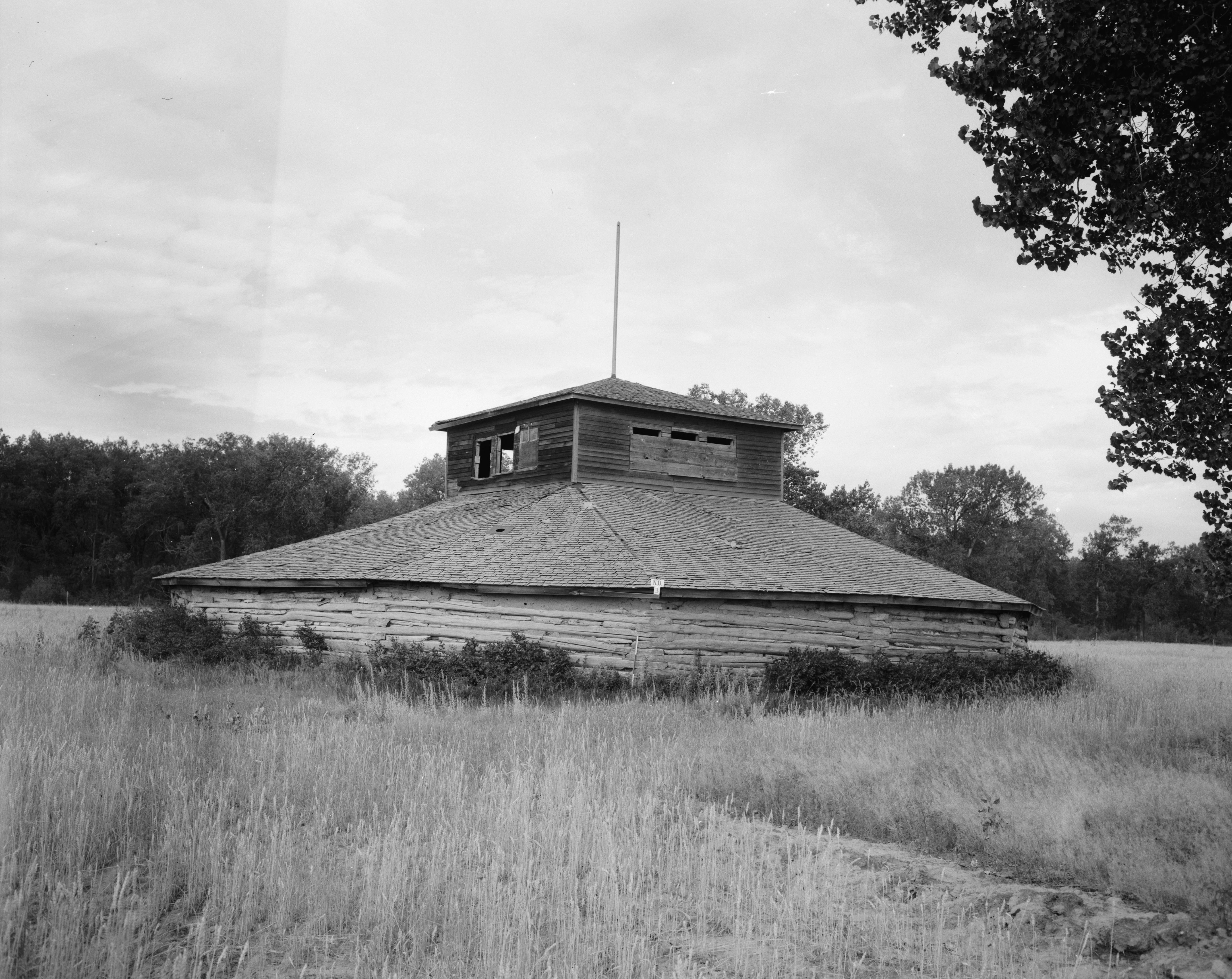
Hutte de danse de la région d’Elbowoods dans la réserve de Fort Berthold. Il s'agit d'une construction en bois réalisé dans le style classique des habitations Mandan bâtie en 1923. Cette région a été inondée en 1951. Collection de l’Historic American Engineering Record, à la Bibliothèque du Congrès.

Les Mandans se sont joints aux Arikaras en 1862. À ce moment-là, Fishhook Village est devenu un important centre commercial de la région. Dans les années 1880 cependant, le village a été abandonné. Pendant la seconde moitié du XIXe siècle, on a observé une diminution progressive de la population des trois tribus du groupe (les Mandans, Hidatsas et Arikaras). Le traité de Fort Laramie de 1851 a attribué 12 millions d'acres (49 000 km2) de terres au territoire détenu conjointement par ces trois tribus. Avec la création de la réserve de Fort Berthold par décret exécutif du 12 avril 1870, le gouvernement fédéral a reconnu que le territoire concédé n’était que de 8 millions d'acres (32 000 km2). Le 1er juillet 1880, un autre décret exécutif a privé les tribus de 7 millions d'acres (28 000 km2) situés à l'extérieur des limites de la réserve.
Au début du XXe siècle, le gouvernement a saisi d’autres terres, et en 1910, la réserve était réduite à la superficie dérisoire de 360 000 hectares (3 600 km2). Ce territoire se situent dans les comtés de Dunn, McKenzie, McLean, Mercer, Mountrail et Ward du Dakota du Nord. En 1951, le Corps du génie de l'armée des États-Unis a commencé la construction du barrage Garrison sur le fleuve Missouri. Ce barrage a créé le lac Sakakawea qui a inondé une partie de la réserve de Fort Berthold notamment les villages de Fort Berthold et d’Elbowoods ainsi qu’un certain nombre d'autres villages. Les habitants de ces villages ont été déplacés et New Town a été créée pour eux.
Si une nouvelle ville a été construite pour les personnes déplacées appartenant à ces tribus, des dommages irrémédiables ont été infligés aux fondements sociaux et économiques de la réserve. Les eaux du barrage ont recouvert près d'un quart des terres de la réserve. Ce pays possède des terrains qui figurent parmi les terres agricoles les plus fertiles sur lesquelles reposait toute l'économie agricole. En outre, les retenues d’eau ont englouti les sites des villages historiques ainsi que des sites archéologiques.

### Époque actuelle
Les Mandans et les deux tribus apparentées, tout en étant associées, ont conservé dans l’ensemble les traditions de leurs ancêtres. Le dernier Mandan de race pure est mort en 1971. Les membres de la tribu se sont relevés du traumatisme de leur déplacement dans les années 1950 et une partie de leur rétablissement a été favorisé par deux extensions récentes de la Nouvelle-Ville. Le Casino et la Lodge de Four Bears ont été construits en 1993, attirant les touristes et apportant de l'argent aux pauvres de la réserve. Le plus récent ajout à la nouvelle ville a été la zone nouvelle de Four Bears Bridge, qui a été construite avec l’effort conjoint des trois tribus et du ministère des Transports du Dakota du Nord. Le pont enjambant le fleuve Missouri, remplace un ancien pont de Four Bears qui a été construit en 1955. Le nouveau pont, — le plus grand pont de l'État du Dakota du Nord — est décoré de médaillons célébrant les cultures des trois tribus. Le pont a été ouvert à la circulation le 2 septembre 2005 et a été officiellement inauguré lors d'une cérémonie le 3 octobre.

#### Langue
- (en) Wallace L. Chafe, The Caddoan, Iroquoian and Siouan languages, La Haye, Mouton, coll. « Trends in linguistics: State-of-the-art report (No. 3). », 1976, 98 p. (ISBN 978-90-279-3443-7, OCLC 2894686, lire en ligne)
- (en) Robert C. Hollow, A Mandan dictionary (thèse de doctorat), Berkeley, University of California, 1970 (OCLC 24351614)
- Hollow, Robert C.; & Parks, Douglas. (1980). Studies in plains linguistics: À review. In W. R. Wood & M. P. Liberty (Eds.), Anthropology on the Great Plains (p. 68–97). Lincoln: University of Nebraska.  (ISBN 0-8032-4708-7).
- Kennard, Edward. (1936). Mandan grammar. International Journal of American Linguistics, 9, 1–43.
- Lowie, Robert H. (1913). Societies of the Hidatsa and Mandan Indians. In R. H. Lowie, Societies of the Crow, Hidatsa, and Mandan Indians (p. 219–358). Anthropological papers of the American Museum Of Natural History (Vol. 11, Part 3). New York: The Trustees. (Texts are on p. 355–358).
- (en) Marianne Mithun, The languages of native North America, New York, Cambridge University Press, 1999, 773 p. (ISBN 978-0-521-23228-9, OCLC 40467402, lire en ligne)
- Mixco, Mauricio C. (1997). Mandan. Languages of the world series: Materials 159. Münich: LINCOM Europa.  (ISBN 3-89586-213-4).
- (en) Douglas R. Parks, A. Weasley Jones, Robert C. Hollow et David J. Ripley, Earth lodge tales from the upper Missouri, Bismarck, Mary College, 1978, 124 p. (OCLC 4508883)
- Parks, Douglas R.; & Rankin, Robert L. (2001). The Siouan languages. In R. J. DeMallie (Ed.), Handbook of North American Indians: Plains (Vol. 13, Part 1, p. 94–114). W. C. Sturtevant (Gen. Ed.). Washington, D.C.: Smithsonian Institution.  (ISBN 0-16-050400-7).
- Will, George; & Spinden, H. J. (1906). The Mandans: À study of their culture, archaeology and language. Papers of the Peabody Museum of American Archaeology and Ethnology, Harvard University (Vol. 3, No. 4, p. 81–219). Cambridge, MA: The Museum. (Reprinted 1976, New York: Kraus Reprint Corporation).
- (en) Gwyn A. Williams, Madoc : the making of a myth, Londres, Eyre Methuen, 1979, 255 p. (ISBN 978-0-413-39450-7, OCLC 6403884)